# مرکز مشترک تحلیل جنگ
مرکز مشترک تحلیل جنگ، یک فرماندهی وابسته به فرماندهی راهبردی ایالات متحده آمریکا است که با پیشنهاد راه‌حل‌های فنی راهبردی، در حفاظت از امنیت ملی ایالات متحده آمریکا مشارکت می‌کند.

## تاریخچه
ریشه تشکیل مرکز مشترک تحلیل جنگ به بحران گروگان‌گیری در سفارت ایالات متحده آمریکا و انجام عملیات پنجه عقاب (عملیات طبس) در ایران در سال ۱۹۸۱ (میلادی) باز می‌گردد. در ۱۹۹۰ (میلادی) نام این دفتر، به «واحد تحلیل جنگ» و در ۱۹۹۳ (میلادی) به «مرکز تحلیل جنگ نیروی دریایی» تغییر یافت. مرکز مشترک تحلیل جنگ از یک دفتر برنامه‌ریزی کوچک به یک فرماندهی مشترک با بیش از ۴۰۰ نفر کارمند گسترش یافته‌است. با بزرگ شدن آن، در سال ۱۹۹۴ (میلادی) با پیوستن به ستاد مشترک ارتش (ایالات متحده آمریکا) نام کنونی «مرکز مشترک تحلیل جنگ» را گرفت. پس از آن در ۱۹۹۸ (میلادی) به عنوان یک فرماندهی مستقل مشترک وابسته به فرماندهی نیروهای مشترک ایالات متحده آمریکا (پیش از آن فرماندهی آتلانتیک ایالات متحده آمریکا) اسپین-آف شد.

## همکاری
مرکز مشترک تحلیل جنگ به‌طور مستقیم با کارکنان همه فرماندهی‌های یکپارچه، عناصر وزارت دفاع ایالات متحده آمریکا، فرماندهان جنگی (شامل: ستاد فرماندهی مرکزی ایالات متحده آمریکا، ستاد فرماندهی اروپا ایالات متحده آمریکا، فرماندهی اقیانوس هند-آرام ایالات متحده آمریکا، ستاد فرماندهی جنوبی ایالات متحده آمریکا، ستاد فرماندهی عملیات ویژه ایالات متحده آمریکا، و فرماندهی راهبردی ایالات متحده آمریکا)، سرویس‌های نظامی، و دیگر وزارت‌ها و سازمان‌های دولتی، هماهنگی می‌کند تا به بحران‌ها پاسخ دهد. مرکز مشترک تحلیل جنگ، ۲ بار، برنده جایزه واحد مشترک شایسته، و برای دستاورد چشمگیر خود در تحلیل شبیه‌سازی و مدل‌سازی، ۲ بار برنده جایزه دفتر هماهنگی شبیه‌سازی و مدل‌سازی، شده‌است.